# Magoniden
Die Magoniden waren eine Dynastie von Sufeten Karthagos, deren Stammvater und Namensgeber Mago I. (Sufet von Karthago von 550 v. Chr.–530 v. Chr.) war. Nach der Gewohnheit der Staatsraison wurden meist zwei oder mehrere Sufeten auf Zeit gewählt, z. B. wenn es galt, eine Gefahr gegen den Staat abzuwehren oder selbst Krieg zu führen. Zu diesem Zeitpunkt war das Staatswesen oligarchisch organisiert. Es gab also mehrere Clans oder Familien, die die Macht unter sich aufteilten. Vor etwa der Hälfte des 6. Jahrhunderts, also vor der Abnabelung des Karthagischen Reiches von Tyros, verliert sich jede Spur der Karthagischen Verfassung im Nichts. Wenn man von einem Blutsrecht eines Königs ausgeht, der monarchisch regiert, dann lässt sich ein Vergleich mit dem wählbaren Sufetentum nicht stellen. Vor der Hälfte des 6. Jahrhunderts v. Chr. jedenfalls lässt sich nur behaupten, dass es Herrscher gegeben haben kann, die über ein Blutsrecht regierten, sicher ist es aber nicht. Im Gegenteil! Als Malchus die eigene Vaterstadt belagerte, klagten ihn die innenpolitischen Feinde an, er habe nach dem monarchischen Königtum gestrebt.
Die Zeit der Magoniden war vor allem durch eine von Koloniengründungen begleitete Expansionspolitik geprägt. So gründeten die Karthager erste Kolonien auf den Balearen, Korsika und an der südwestlichen Küste Spaniens. Zudem führten sie Söldnerheere ein, mit denen die karthagische Hegemonie auf Sardinien wiederhergestellt werden konnte. Die Magoniden herrschten aristokratisch, monarchisch und tyrannisch.

## Liste der Magoniden
| Herrscher-Name | Regierungszeit  |
| -------------- | --------------- |
| Mago I.        | 550–530 v. Chr. |
| Hasdrubal      | 530–510 v. Chr. |
| Hamilkar       | 510–480 v. Chr. |
| Hanno          | 480–440 v. Chr. |
| Hannibal       | 440–406 v. Chr. |
| Himilko        | 406–396 v. Chr. |
| Mago II.       | 396–378 v. Chr. |